# Gare de Quesnoy-sur-Deûle
Gare de Quesnoy-sur-Deûle vasútállomás Franciaországban, Quesnoy-sur-Deûle településen.

## Vasútvonalak
Az állomást az alábbi vasútvonalak érintik:
- La Madeleine-Comines-France-vasútvonal

## Kapcsolódó állomások
A vasútállomáshoz az alábbi állomások vannak a legközelebb:
- Gare de Wambrechies
- Gare de Deûlémont